# Ronde van Frankrijk 2003/Startlijst
Dit artikel beschrijft de startlijst van de Ronde van Frankrijk 2003. In totaal stonden er 198 renners aan de start, verdeeld over 22 ploegen.
Dit is het grootste aantal ooit.

## Overzicht

### US Postal Service
(De Amerikaanse post, Ploegleider Johan Bruyneel (België)
1.  Lance Armstrong
2.  Roberto Heras
3.  Manuel Beltrán
4.  Vjatsjeslav Jekimov
5.  George Hincapie
6.  Floyd Landis
7.  Pavel Padrnos
8.  Víctor Hugo Peña
9.  José Luis Rubiera

### Once-Eroski
(Spaanse loterij, Ploegleider Manolo Saiz ( Spanje)
11.  Joseba Beloki
12.  René Andrle
13.  José Azevedo
14.  Álvaro González de Galdeano
15.  Jörg Jaksche
16.  Isidro Nozal
17.  Mikel Pradera
18.  Marcos Serrano
19.  Ángel Vicioso

### Telekom-ARD
(Duits telecommunicatie-bedrijf, Ploegleider Mario Kummer (Duitsland)
21.  Santiago Botero
22.  Mario Aerts
23.  Rolf Aldag
24.  Giuseppe Guerini
25.  Matthias Kessler
26.  Andreas Klöden
27.  Daniele Nardello
28.  Aleksandr Vinokoerov
29.  Erik Zabel

### iBanesto.com
(Spaanse bank, Ploegleider Eusebio Unzue (Spanje)
31.  Francisco Mancebo
32.  Juan Antonio Flecha
33.  José Vicente García Acosta
34.  Vladimir Karpets
35.  Pablo Lastras
36.  Denis Mensjov
37.  Juan Miguel Mercado
38.  Jevgeni Petrov
39.  Xabier Zandio

### Rabobank
(Nederlandse bank, Ploegleider Theo de Rooij (Nederland)
41.  Levi Leipheimer
42.  Michael Boogerd
43.  Bram de Groot
44.  Óscar Freire
45.  Robert Hunter
46.  Marc Lotz
47.  Grischa Niermann
48.  Marc Wauters
49.  Remmert Wielinga

### Saeco
(Italiaans koffiezetapparaat-bedrijf, Ploegleider Giuseppe Martinelli (Italië)
51.  Gilberto Simoni
52.  Leonardo Bertagnolli
53.  Salvatore Commesso
54.  Danilo Di Luca
55.  Paolo Fornaciari
56.  Gerrit Glomser
57.  Jörg Ludewig
58.  Fabio Sacchi
59.  Stefano Zanini

### Cofidis
(Franse bank, Ploegleider Bernard Quilfen (Frankrijk)
61.  David Millar
62.  Médéric Clain
63.  Íñigo Cuesta
64.  Philippe Gaumont
65.  Massimiliano Lelli
66.  David Moncoutié
67.  Luis Pérez Rodríguez
68.  Guido Trentin
69.  Cédric Vasseur

### CSC
(Amerikaans IT-bedrijf, gevestigd in Denemarken, Ploegleider Bjarne Riis (Denemarken)
71.  Tyler Hamilton
72.  Michael Blaudzun
73.  Nicolas Jalabert
74.  Bekim Christensen
75.  Peter Luttenberger
76.  Andrea Peron
77.  Jakob Piil
78.  Carlos Sastre
79.  Nicki Sørensen

### Fassa Bortolo
(Italiaans bouwmaterialen-bedrijf, Ploegleider Alberto Volpi (Italië)
81.  Ivan Basso
82.  Marzio Bruseghin
83.  Dario Cioni
84.  Aitor González Jiménez
85.  Volodymyr Hoestov
86.  Nicola Loda
87.  Sven Montgomery
88.  Alessandro Petacchi
89.  Marco Velo

### La Française des Jeux
(Frans gokbedrijf, Ploegleider Marc Madiot (Frankrijk)
91.  Sandy Casar
92.  Jimmy Casper
93.  Baden Cooke
94.  Carlos Da Cruz
95.  Nicolas Fritsch
96.  Bradley McGee
97.  Christophe Mengin
98.  Nicolas Vogondy
99.  Matthew Wilson

### Kelme
(Spaans schoenenfabrikant, Ploegleider Vicente Belda (Spanje)
101.  Ignacio Gutiérrez Cataluña
102.  José Enrique Gutiérrez
103.  David Latasa
104.  Jesús Manzano
105.  David Muñoz
106.  Iván Parra
107.  Javier Pascual Llorente
108.  Antonio Tauler
109.  Julian Usano

### Quick Step-Davitamon
(Belgisch parket-bedrijf, Ploegleider Patrick Lefevere (België)
111.  Paolo Bettini
112.  László Bodrogi
113.  Davide Bramati
114.  David Cañada
115.  Servais Knaven
116.  Luca Paolini
117.  Michael Rogers
118.  Kurt Van De Wouwer
119.  Richard Virenque

### Crédit Agricole
(Franse bank, Ploegleider Roger Legaey (Frankrijk)
121.  Christophe Moreau
122.  Stéphane Augé
123.  Pierrick Fédrigo
124.  Sébastien Hinault
125.  Thor Hushovd
126.  Lilian Jégou
127.  Stuart O'Grady
128.  Benoît Poilvet
129.  Jens Voigt

### Team Bianchi
(Italiaans fietsmerk, Ploegleider Rudy Pevenage (België)
131.  Jan Ullrich
132.  Daniel Becke
133.  Angel Casero
134.  Felix García Casas
135.  Aitor Garmendia
136.  Fabrizio Guidi
137.  Thomas Liese
138.  David Plaza
139.  Tobias Steinhauser

### Lotto-Domo
(Belgische nationale loterij, Ploegleider Marc Sergeant (België)
141.  Robbie McEwen
142.  Serge Baguet
143.  Christophe Brandt
144.  Hans De Clercq
145.  Nick Gates
146.  Axel Merckx
147.  Koos Moerenhout
148.  Léon van Bon
149.  Rik Verbrugghe

### AG2R Prévoyance
(Franse verzekeringsmaatschappij, Ploegleider Vincent Lavenu (Frankrijk)
151.  Laurent Brochard
152.  Mikel Astarloza
153.  Aleksandr Botsjarov
154.  Íñigo Chaurreau
155.  Andy Flickinger
156.  Jaan Kirsipuu
157.  Christophe Oriol
158.  Nicolas Portal
159.  Ludovic Turpin

### Vini Caldirola-Sidermec
(Italiaans wijnfabrikant, Ploegleider Mauro Gianetti (Italië)
161.  Stefano Garzelli
162.  Dario Andriotto
163.  Paolo Bossoni
164.  Andrej Hauptman
165.  Eddy Mazzoleni
166.  Marco Milesi
167.  Fred Rodriguez
168.  Romāns Vainšteins
169.  Steve Zampieri

### Euskaltel - Euskadi
(Spaans telecommunicatie-bedrijf, Ploegleider Julián Gorospe (Spanje)
171.  Iban Mayo
172.  Mikel Artetxe
173.  David Etxebarria
174.  Unai Etxebarria
175.  Roberto Laiseka
176.  Iñigo Landaluze
177.  Alberto López de Munain
178.  Samuel Sánchez
179.  Haimar Zubeldia

### Brioches-La Boulangère
(Franse bakkerszaak, Ploegleider Jean-René Bernaudeau (Frankrijk)
181.  Didier Rous
182.  Walter Bénéteau
183.  Sylvain Chavanel
184.  Anthony Geslin
185.  Maryan Hary
186.  Damien Nazon
187.  Jérôme Pineau
188.  Franck Renier
189.  Thomas Voeckler

### Team Gerolsteiner
(Duits bronwater-fabrikant, Ploegleider Theo Maucher (Duitsland)
191.  Davide Rebellin
192.  Udo Bölts
193.  René Haselbacher
194.  Uwe Peschel
195.  Olaf Pollack
196.  Michael Rich
197.  Torsten Schmidt
198.  Georg Totschnig
199.  Markus Zberg

### Alessio
(Italiaans wielfabrikant, Ploegleider Bruno Cenghialta (Italië)
201.  Laurent Dufaux
202.  Fabio Baldato
203.  Alessandro Bertolini
204.  Pietro Caucchioli
205.  Raffaele Ferrara
206.  Angelo Furlan
207.  Vladimir Miholjević
208.  Andrea Noè
209.  Franco Pellizotti

### Jean Delatour
(Frans juwelenwinkel, Ploegleider Jean-Luc Jonrond (Frankrijk)
211.  Patrice Halgand
212.  Pierre Bourquenoud
213.  Samuel Dumoulin
214.  Christophe Edaleine
215.  Frédéric Finot
216.  Stéphane Goubert
217.  Joeri Krivtsov
218.  Laurent Lefèvre
219.  Jean-Patrick Nazon
Proloog ·
1e etappe ·
2e etappe ·
3e etappe ·
4e etappe ·
5e etappe ·
6e etappe ·
7e etappe ·
8e etappe ·
9e etappe ·
10e etappe ·
11e etappe ·
12e etappe ·
13e etappe ·
14e etappe ·
15e etappe ·
16e etappe ·
17e etappe ·
18e etappe ·
19e etappe ·
20e etappe
Startlijst · Eindstanden · Afbeeldingen